# Christos Papadimitriou (Fußballspieler)
Christos Papadimitriou (griechisch Χρήστος Παπαδημητρίου, * 10. Januar 1994 in Athen) ist ein griechischer Fußballspieler.

## Karriere

### Verein
Christos Papadimitriou wechselte 2008 zur Jugendabteilung von AEK Athen. In der Saison 2012/13 absolvierte der Offensivspieler seine ersten Profieinsätze für diesen Klub. Am 3. Spieltag wurde er beim 1:1-Unentschieden gegen Aris Thessaloniki in der 66. Minute für Taxiarchis Foundas eingewechselt und debütierte damit in der Super League. Bis zum Saisonende absolvierte er noch vier weitere Spiele. Neben dem sportlichen Abstieg musste Athen im Mai 2013 auch Insolvenz anmelden und wurde deswegen in die dritte Liga relegiert.
Zu Beginn der Saison 2013/14 wurde Papadimitriou vom deutschen Drittligaaufsteiger RB Leipzig verpflichtet. Während der Hinrunde kam er lediglich zu einem Kurzeinsatz gegen die SV Elversberg. Bereits zur Winterpause wurde Papadimitriou nach Österreich zum Zweitligisten FC Liefering, einem Farmteam des FC Red Bull Salzburg, verliehen.
Im August 2014 gab der sächsische Landesligist Inter Leipzig bekannt, den ehemaligen RB-Spieler verpflichtet zu haben. Mit Inter stieg er als Vizemeister in die Oberliga Nordost auf, Papadimitriou hatte mit 15 Ligatoren dazu beigetragen. In der folgenden Oberligasaison 2015/16 erzielte er neun Tore und belegte mit Leipzig den zweiten Tabellenplatz.
In der Winterpause 2016/17 wurde Papadimitriou an den Regionalligisten Eintracht Trier ausgeliehen. Dort absolvierte er zwölf Spiele und schoss zwei Tore. Im Rheinlandpokal kam er mit Trier bis in das Finale, wo er nach der Halbzeitpause eingewechselt wurde. Trier verlor das Spiel gegen die TuS Koblenz mit 2:1. Nach dem Leihende wechselte er zu Energie Cottbus.
Im Juli 2018 wechselte er ein zweites Mal nach Österreich, wo er sich dem Regionalligisten FC Mauerwerk anschloss. Bei den Wienern verbrachte er fünf Jahre, in denen er 87 Partien in der Regionalliga absolvierte. Zur Saison 2023/24 wechselte er zum Zweitligisten SV Stripfing. Für Stripfing kam er insgesamt zu 23 Zweitligaeinsätzen. Zur Saison 2024/25 wechselte er zum viertklassigen SC-ESV Parndorf 1919.

### Nationalmannschaft
Bei der Qualifikation für die U-19-Fußball-Europameisterschaft 2013 kam er für die griechische U-19-Nationalmannschaft im Oktober 2012 zweimal als Einwechselspieler zum Einsatz.

## Erfolge
- Aufstieg in die 3. Liga 2018 mit Energie Cottbus